# Gintautas Mikolaitis
Gintautas Mikolaitis (ur. 19 grudnia 1959 w Liepynai) – litewski inżynier i polityk. Poseł na Sejm Republiki Litewskiej.

## Życiorys
W 1978 roku ukończył z wyróżnieniem technikum w Kownie na kierunku filmowym. W 1984 uzyskał tytuł inżyniera Lekkiego Przemysłu Maszynowego i Aparatury na Politechnice w Kownie.
W latach 1984–2000 był zastępcą głównego inżyniera i zastępcą dyrektora generalnego w  stowarzyszeniu produkcji szycia Šatrija (obecnie - Šatrija AB) w Rosienie. W 2000 roku został dyrektorem w firmie energetycznej i wodociągowej AB Raseinių šilumos tinklai. Natomiast w latach 2009–2012 był doradcą koordynatora w Litewskiej Partii Socjaldemokratycznej.
19 listopada 2012 uzyskał mandat posła na Sejm Republiki Litewskiej z ramienia Litewskiej Partii Socjaldemokratycznej. Zastąpił Zigmantasa Balčytisa.